# Апертура

Відносні розміри діафрагми за спаданням апертури. Кожному рівню апертури відповідає вдвічі менша площа збору світла

Аперту́ра (лат. apertura — отвір), в оптиці — діючий отвір оптичного приладу, що визначає його можливість збирати світло (або інше випромінювання) та перешкоджати розмиванню зображення. Залежно від оптичної системи вимірюється одиницями довжини або кута.
Зазвичай серед деталей оптичного приладу виділяють так звану апертурну діафрагму, яка найбільше обмежує діаметр пучка променів, що проходять через оптичний інструмент. Зазвичай це оправа або краї одного з оптичних елементів: лінзи, дзеркала, призми чи окремого конструктивного елемента — діафрагма.

## Вхідна апертура
Якщо об'єкт віддалений (як у телескопа чи звичайного фотооб'єктива), апертуру визначають у лінійному вигляді. Це просто вхідний діаметр світлового пучка, що досягає зображення. Для телескопів це діаметр першого (вздовж ходу світла) оптичного елемента — лінзи чи дзеркала. Для фотооб'єктивів діаметр першої лінзи зазвичай більший за вхідну апертуру і її потрібно розраховувати.

## Кутова апертура
Кут {\displaystyle \theta \,} між променями, що виходять із точки предмету й проходять через крайні точки вхідної зіниці, називається кутовою апертурою.

## Числова апертура
Величина {\displaystyle n\sin \theta /2\,} , де n — показник заломлення середовища, в якому міститься предмет, називається числовою апертурою. Саме ця величина визначає силу світла, яскравість зображення і роздільну здатність таких приладів, як мікроскопи.
Наприклад, умовою роздільності мікроскопа є співвідношення d = 0,61 λ : n sin u, де λ — довжина хвилі променів, що освітлюють предмет, d — відстань між двома точками предмета, що розрізняються.

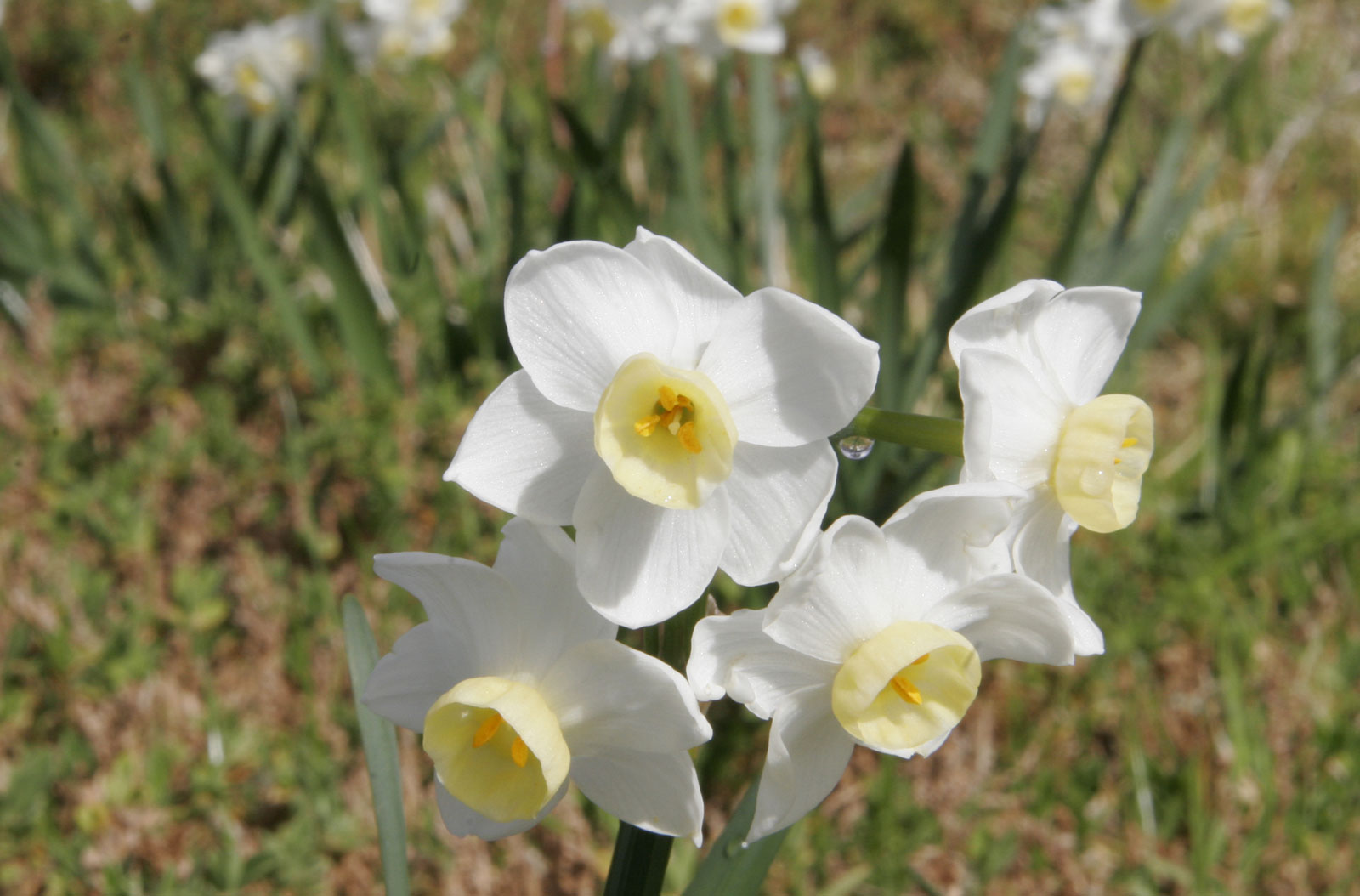
f/32 — мала апертура
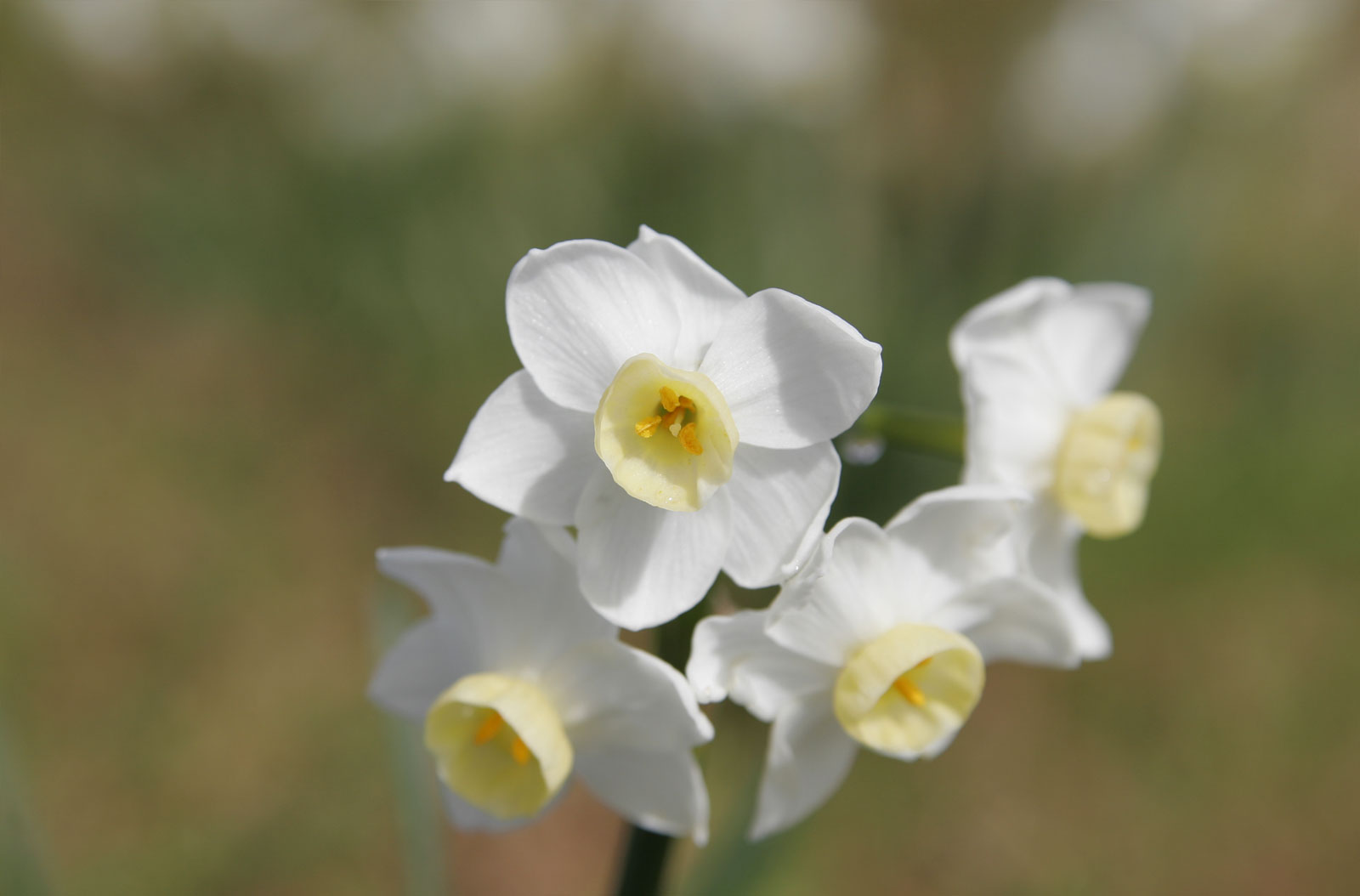
f/5 — велика апертура